# Amtsgericht Wittenberg

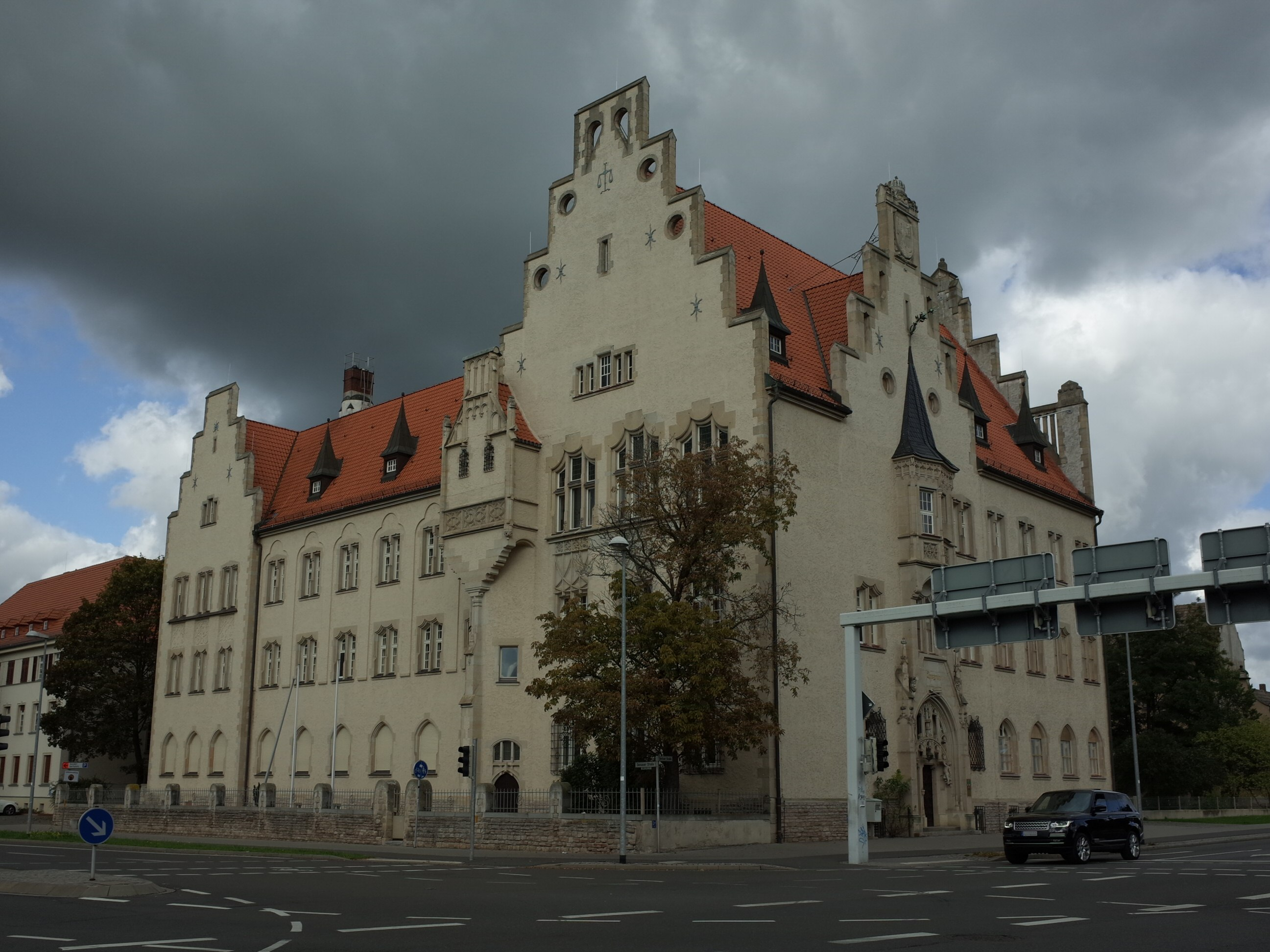
Gerichtsgebäude (2015)

Das Amtsgericht Wittenberg, ein Gericht der ordentlichen Gerichtsbarkeit, ist eines von fünf Amtsgerichten (AG) im Bezirk des Landgerichtes Dessau-Roßlau.

## Gerichtssitz und -bezirk
Sitz des Gerichtes ist Lutherstadt Wittenberg, die Kreisstadt des Landkreises Wittenberg. Der 1520 km² große Gerichtsbezirk umfasst die Städte Annaburg, Bad Schmiedeberg, Gräfenhainichen, Jessen (Elster), Kemberg,
Lutherstadt Wittenberg und Zahna-Elster. In ihm leben mehr als 107.000 Menschen. Für Insolvenzverfahren ist das Amtsgericht Dessau-Roßlau zuständig, das auch Zentrales Vollstreckungsgericht ist. Mahnverfahren werden vom Amtsgericht Aschersleben, dem gemeinsamen Mahngericht der Länder Sachsen-Anhalt, Sachsen und Thüringen, bearbeitet. Registergericht ist das Amtsgericht Stendal.

## Gebäude
Das Gericht ist im Gebäude Dessauer Straße 291 untergebracht, das unter Denkmalschutz steht. Es wurde 1907 bis 1909 in neogotischen Bauformen nach Entwürfen des Merseburger Regierungsbaurats Friedrich Beisner, des im Mai 1907 aus Pyrmont nach Wittenberg versetzten Regierungsbaumeisters Wilhelm Trautwein († 1914) sowie des Wittenberger Kreisbauinspektors Hans Abesser errichtet. Die festliche Einweihung erfolgte am 4. Dezember 1909. Von Beisner stammt auch das sich nördlich anschließende ehemalige Amtsgefängnis.

## Geschichte
Nach dem Übergang an Preußen wurden die sächsischen Gerichte aufgehoben und 1816 ein Stadt- sowie ein Kreisgericht Wittenberg mit Sitz im Rathaus errichtet. Ab 1827 wurde die Gerichtsbarkeit durch ein Stadt- und Landgericht Wittenberg wahrgenommen. Von 1849 bis 1879 bestand in Wittenberg das Kreisgericht Wittenberg. Im Rahmen der Reichsjustizgesetze wurden reichsweit einheitlich Oberlandes-, Land- und Amtsgerichte gebildet. Das königlich preußische Amtsgericht Wittenberg wurde mit Wirkung zum 1. Oktober 1879 als eines von 16 Amtsgerichten im Bezirk des Landgerichtes Torgau im Bezirk des Oberlandesgerichtes Naumburg gebildet. Der Sitz des Gerichtes war die Stadt Wittenberg. Sein Gerichtsbezirk umfasste den Landkreis Wittenberg außer den Teilen, die den Amtsgerichten Gräfenhainichen, Kemberg und Schmiedeberg zugeordnet waren. Am Gericht bestanden 1880 vier Richterstellen. Das Amtsgericht war damit das größte Amtsgericht im Landgerichtsbezirk. In Wittenberg wurde eine Strafkammer für die Amtsgerichte Wittenberg, Kemberg, Schmiedeberg, Jessen und Schweinitz gebildet. Gerichtstage wurden in Zahna gehalten.
Im Jahre 1952 wurden in der DDR die Amtsgerichte aufgehoben und durch Kreisgerichte ersetzt. Wittenberg kam zum Kreis Wittenberg, entsprechend entstand das Kreisgericht Wittenberg im Bezirk des Bezirksgerichtes Halle. Nach dem Zusammenbruch der DDR wurden das Kreisgericht 1992 aufgehoben und erneut ein Amtsgericht Wittenberg gebildet. Dem Amtsgericht Wittenberg ist seitdem das Landgericht Dessau-Roßlau übergeordnet. Zuständiges Oberlandesgericht ist das Oberlandesgericht Naumburg.